# Frans Gommers
Frans Gommers (5 de abril de 1917 - 20 de abril de 1996) foi um futebolista belga que competiu na Copa do Mundo FIFA de 1938.